# Kriegsdorf (Troisdorf)
Kriegsdorf ist eine der zwölf Ortschaften von Troisdorf im nordrhein-westfälischen Rhein-Sieg-Kreis.

## Geschichte
1143 wird ein Hof in Criekesdorf in einer Besitzurkunde für das Kloster auf der Insel Nonnenwerth erstmals erwähnt. 1166 kaufte die Abtei Siegburg ein Lehen in Kriegsdorf (Kriechestorp). Grundherr war in Kriegsdorf außerdem das Kloster Graurheindorf. Ab dem 15. Jahrhundert wurden eine Reihe weiterer Höfe gegründet, und ein Dorf entstand. 1414 wird der Abtshof (später Kerpenhof) erwähnt, 1555 der Nesselrode-Reichensteiner Hof, 1583 das Lochgut, später Theishof, Kreuzbrüderhof / Koitzhof.
1555 gehörte die Honnschaft Kriegsdorf zum Kirchspiel und Landgericht Sieglar im bergischen Amt Löwenburg. Während der französischen Herrschaft kam Kriegsdorf 1808 zur Mairie Sieglar des Kantons Siegburg. Einen eigenen Gemeinderat und einen Ortsvorsteher erhielt Kriegsdorf im Jahr 1846. Der Ort gehörte aber als selbständige Gemeinde zur Bürgermeisterei Sieglar. Er hatte 1885 346 Einwohner in 61 Wohnplätzen, davon 196 Männer und 150 Frauen. Bis auf einen Einwohner war die Gemeinde katholisch und gehörte der Kirchengemeinde Sieglar an, ein evangelischer Einwohner wurde von der Gemeinde Siegburg betreut.
1868 wurde eine eigene Schule eröffnet. 1908 wurde die Kirche St. Antonius eingeweiht.
Zum 1. April 1918 wurde Kriegsdorf in die Gemeinde Sieglar eingegliedert. Im Zuge der Gemeindereform wurde am 1. August 1969 die bisherige Gemeinde Sieglar nach Troisdorf eingemeindet.

### Einwohnerentwicklung
| Jahr | Einwohner |
| ---- | --------- |
| 1816 | 165       |
| 1843 | 268       |
| 1871 | 303       |
| 1905 | 364       |
| 1914 | 371       |
| 1961 | 569       |
| 1992 | 1921      |
| 2017 | 3166      |
| 2021 | 3285      |

## Infrastruktur
Seit den 1960er-Jahren hat sich die rein ländliche Ausprägung des Orts in die eines Wohnviertels geändert. Kriegsdorf liegt zwischen Sieglar und Niederkassel und verfügt über eine gute Verkehrsanbindung. Bis zur Autobahn 59, Auffahrt Spich sind es nur wenige Kilometer. Nordöstlich von Kriegsdorf entstand bis 2015 ein Neubaugebiet für 170 bis 200 Einfamilienhäuser neben einem im Jahr 2008 eröffneten öffentlichen Golfplatz und dem Rotter See.

## Sehenswürdigkeiten

### Fachwerkhäuser in Kriegsdorf
In Kriegsdorf findet man noch einige der für die Region typischen Fachwerkhäuser, von denen zahlreiche in die Liste der Baudenkmäler in Troisdorf aufgenommen wurden.

### Kath. Kirche St. Antonius (Kriegsdorf)

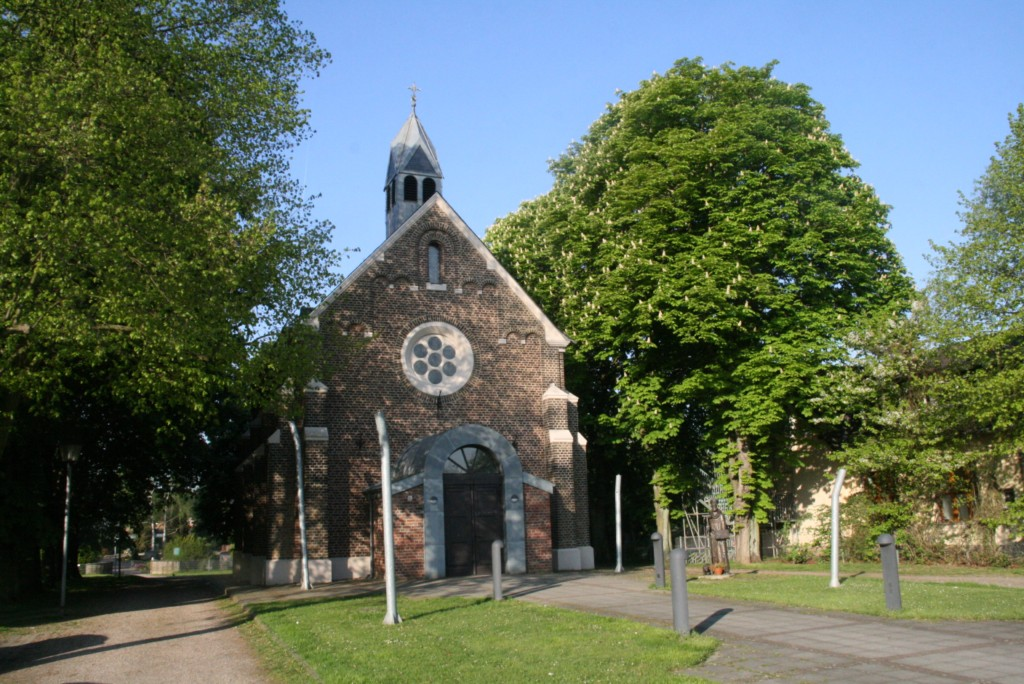
St. Antonius (Kriegsdorf)

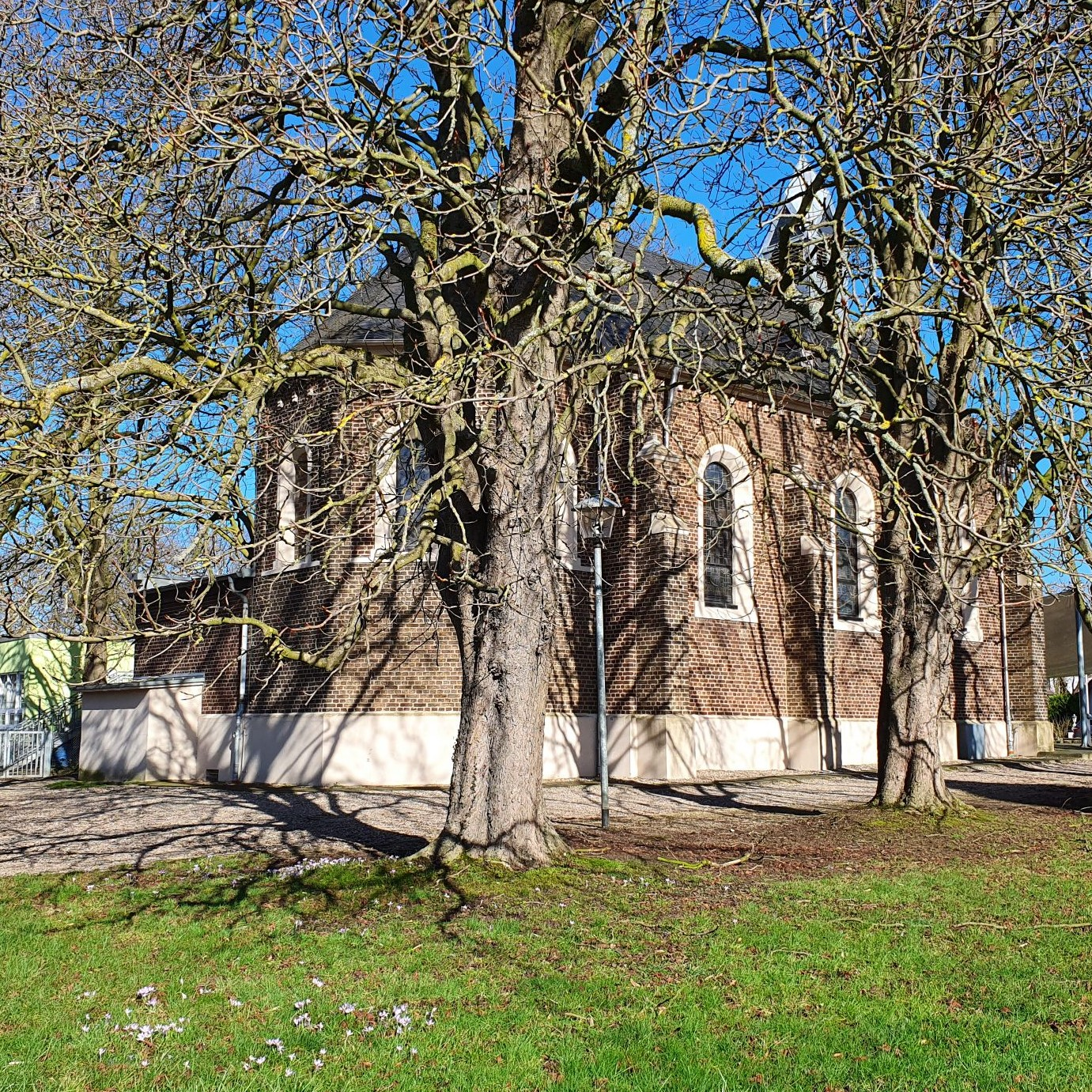
St. Antonius, Längsschiff von Südosten

Zwischen 1907 und 1908 wurde die Kriegsdorfer Kapelle Zum heiligen Einsiedler Antonius im neoromanischen Stil geplant und erbaut, eingeweiht am 23. Oktober 1908. Sie ist jetzt Filialkirche der Pfarrei St. Johannes in Sieglar – gemeinsam mit den Kirchen St. Peter und Paul (Troisdorf-Eschmar) und Herz Jesu (Friedrich-Wilhelms-Hütte). Grundstück und Kapelle gehörten bis 1948 nicht der Katholischen Kirche, sondern der Gemeinde Kriegsdorf.
Die Kirchenfenster stammen aus den Jahren 1908 und 1930/1935, zum Teil nach Entwürfen von Theodor Pape aus Beuel und hergestellt durch die Werkstatt Glasmalerei Dr. H. Oidtmann.
Die Orgel wurde 1936 von Klais Orgelbau errichtet. Die Kirche ist unter der Denkmalnummer A196 in der Liste der Baudenkmäler in Troisdorf verzeichnet.
Die Kirche steht als Baudenkmal unter Denkmalschutz.